# DuBarry
DuBarry er en stumfilm fra 1915 af Edoardo Bencivenga.

## Medvirkende
- Mrs. Leslie Carter - Jeanette Vaubennier/du Barry
- Richard Thornton - Louis XV
- Hamilton Revelle - De Cosse Brissac
- Campbell Gullan
- Louis Payne - Papa Nuncio